# Echthrus longicornis
Echthrus longicornis är en stekelart som först beskrevs av Julius Theodor Christian Ratzeburg 1848.  Echthrus longicornis ingår i släktet Echthrus och familjen brokparasitsteklar. Inga underarter finns listade i Catalogue of Life.